# Edward Seaga

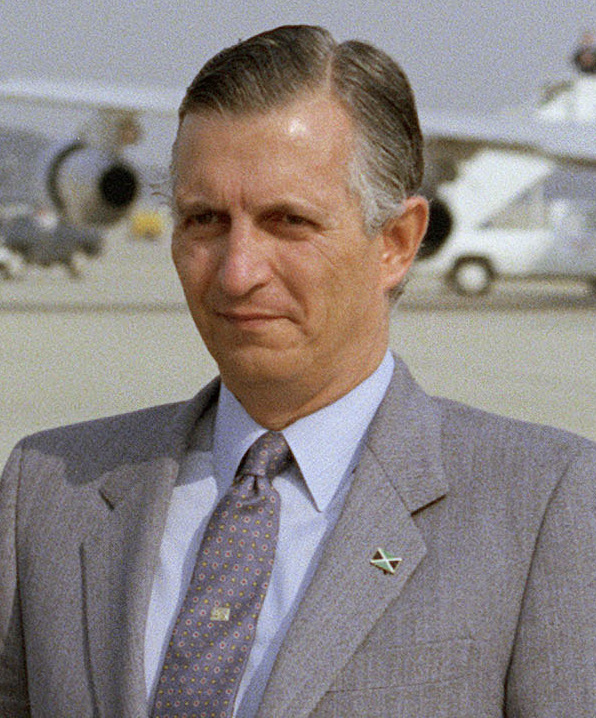
Edward Seaga besucht die USA (22. Februar 1983)

Edward Philip George Seaga ON (* 28. Mai 1930 in Boston, Massachusetts; † 28. Mai 2019 in Miami, Florida) war ein jamaikanischer Politiker. Für die wirtschaftsliberal-konservative Jamaica Labour Party (JLP) war er von November 1980 bis Februar 1989 Premierminister seines Landes. Von 1974 bis 1980 und nochmals von 1989 bis 2005 war er Oppositionsführer im jamaikanischen Repräsentantenhaus.

## Leben
Edward Seaga war der Sohn jamaikanischer Eltern, deren Familien väterlicherseits libanesischer und mütterlicherseits schottischer Herkunft waren. Als er drei Monate alt war, zogen seine Eltern aus seinem Geburtsort Boston nach Jamaika zurück. Er besuchte die Schule in Kingston und studierte Sozialwissenschaften an der Harvard University. Nach seinem Abschluss unterrichtete er an der University of the West Indies.
Seine politische Karriere begann, als er 1959 in das Legislative Council, eine Vorstufe des späteren Parlaments, gewählt wurde. Nach der Unabhängigkeit 1962 wurde er Entwicklungsminister. Sein Hauptinteresse galt den Slums Kingstons, deren Infrastruktur er bis zum Ende der 1960er Jahre massiv ausbauen ließ und so die Lebenssituation der Bewohner stark verbesserte. Nach dem Wahlgewinn seiner Partei 1967 wurde er Finanzminister unter Premierminister Hugh Shearer, von dem er 1974 die Parteiführung übernahm.
Aufgrund großer wirtschaftlicher Probleme, die während der Amtszeit des People’s National Party Premierministers Michael Norman Manley entstanden waren, konnte die JLP bei den Wahlen 1980 51 der 60 Parlamentssitze gewinnen. Seaga wurde Premierminister. Er beendete Manleys Experiment des Demokratischen Sozialismus und distanzierte sich von Kuba. Diese Maßnahmen lockten ausländische Investoren auf die Insel und ließen die in den 1970er Jahren eingestellten Wirtschaftshilfen wieder anlaufen.
Eine von der Bevölkerung abgelehnte Beteiligung an der US-Invasion in Grenada 1983 beeinträchtigte das Ansehen Seagas, ebenso wie eine erneute Wirtschaftskrise Ende der 1980er Jahre. 1987 und 1988 kam es, vor allem aufgrund der gestiegenen Armut, zu gewalttätigen Demonstrationen und Streiks. 1988 war die Regierung nicht in der Lage, auf die von Hurrikan Gilbert angerichteten Schäden angemessen zu reagieren. Trotz einer umfangreichen Kampagne verlor die JLP die Wahl 1989 deutlich und Manley wurde erneut Premierminister. Seaga wurde Führer der Opposition, bis er 2005 aus gesundheitlichen Gründen zurücktrat. Bis zu seinem Ruhestand war er einer der dienstältesten Politiker des Landes.
Er war in zweiter Ehe verheiratet und hatte drei Kinder. Edward Seaga starb am 28. Mai 2019 im Alter von 89 Jahren in Miami.

## WIRL Studios
Seaga war in den 1950er bis 60er Jahren im Musikgeschäft tätig. Bis 1967 leitete er das Musiklabel West Indies Records Limited (WIRL). Um sich voll und ganz seiner politischen Karriere widmen zu können, verkaufte er die Studios an Byron Lee, der sie renoviert und modernisiert unter dem neuen Namen Dynamic Sounds wiedereröffnete.

## Ehrungen
Im Jahr 2002 wurde ihm mit der Verleihung des Order of the Nation die zweithöchste Ehrung des jamaikanischen Staates zuteil.